# Neastymachus auraticorpus
Neastymachus auraticorpus är en stekelart som beskrevs av Girault 1915. Neastymachus auraticorpus ingår i släktet Neastymachus och familjen sköldlussteklar. Inga underarter finns listade i Catalogue of Life.